# Internethon
L'internethon est un programme lancé par l'Association Francophone des utilisateurs d'Internet (AFNeT) dont le but est la réutilisation des ordinateurs normalement destinés au recyclage.
Lorsqu'une entreprise, une administration ou un particulier désire se séparer d'une partie de son parc informatique, il peut, au lieu de les jeter, donner ces machines à des partenaires de l'AFNeT qui vont les doter d'un système d'exploitation et de logiciels (les logiciels libres sont privilégiés) adaptés à des besoins spécifiques pour les distribuer ensuite à des associations humanitaires, écoles, et autres structures en France et à l'étranger.
À ce jour, des dizaines de milliers d'ordinateurs se sont vu ainsi offrir une seconde vie. À la fin de ce sursis de quelques années, les machines sont démantelées comme elles l'auraient été sans l'Internethon. Le reconditionnement est créateur d'emplois, des associations s'étant construites autour de cette activité, et contribue de plus en plus au développement durable. Le programme offre un avantage sur le plan social en facilitant l'accès à l'informatique aux populations démunies, contribuant ainsi à la réduction de la fracture numérique. Il offre aussi un avantage sur le plan environnemental, le reconditionnement allongeant la durée de vie des ordinateurs, dont la fabrication et le démantèlement utilisent de grandes quantités de ressources naturelles et génèrent des déchets difficiles à traiter.
L'association informatique de l'ESIEA (l'École d'ingénieurs du monde numérique) KPS est le pionnier de l'Internethon, ayant exploré les méthodes de reconditionnement et établi des procédures utilisées par les autres partenaires du programme. KPS continue de développer des outils pour permettre à l'Internethon de prendre encore de l'ampleur et de respecter les obligations légales qui régissent le recyclage des ordinateurs ainsi que les demandes de garanties exprimées par les contributeurs.